# Єлюй Яньсі
Єлюй Яньсі (кит.: 耶律延禧; піньїнь: Yelü Yanxi), храмове ім'я Тянь-цзу (кит.: 天祚; піньїнь: Tianzuo; 5 червня 1075–1128 або 1156) — 9-й і останній імператор Ляо.
Він став наступником свого діда Дао-цзуна  і царював з 1101 по 1125 роки. Прийняв послаблену  кіданську державу, так як армія розучилася воювати за часи довгого перемир'я і лише деякі війська погодилися на придушення повстань підлеглих кидані народів. При династії процвітав фаворитизм. Прийнявши державні уповноваження, Яньсі не виявив ні здібностей, ні бажання покращити державні справи.

## Життєпис
Був онуком і спадкоємцем Єлюй Хунцзі. У дитинстві був розбещений вихователями, оскільки батьки були вбиті під час палацової змови. Більшість свого часу присвячував полюванню та розвагам, постійно вимагав надавати йому мисливських соколів, чим сильно дратував чжурчженів, які сплачували данину цими птахами.
Він прийшов до влади у 26 років. Правління Єлюй Яньсі почалось зі зведення храму його батька, якого було вбито під час палацового перевороту. Під керівництвом нового імператора кидані поступово втрачали військові навички, тому навіть невелика перемога над племенем зубу варта була значних труднощів. Невдовзі у Цяньчжоу підбурив повстання Сяо Хайлі, який захопив зброю й обладунки, після чого втік до чжурчженів. Єлюй Яньсі, всупереч порадам його генералів, вирішив не йти походом на чжурчженів.
У 1105 році Тяньцзи-ді видав заміж дівчину Елюй Наньсянь за імператора Ся Лі Цаньшуня.
1112 року вождь чжурчженів Ваньянь Агуда відмовився вшановувати імператора на урочистому заході. Імператор хотів його вбити прямо під час застілля, однак його відмовили. Брати Агуди продовжували служити в оточенні імператора, тож він почав потай збирати прибічників проти Єлюй Яньсі.
1114 року проти Агуди повстав вождь Хешилє Асу, але був змушений тікати до киданів. Агуда зажадав видати йому заколотника, погрожуючи війною. Військо Ляо почало готуватись до бойових дій.
Після того чжурчжені захопили округ Нінцзянчжоу та завдали перших поразок ляоській армії. Імператор відхилив (за порадою Сяо Фенсянь) доповідь міністра Сяо Таосуво, який пропонував направити на чжурчженів всю кіданську армію, поки інші племена приєдналися до них. Проти Агуди було відряджено Сяо Сисяня на чолі 7-тисячного загону, що зазнав нищівної поразки. За місяць у Воліньле був розбитий Сяо Ділі. Племена Кі і уже приєдналися до чжурчженів, які тепер контролювали три округи. Сяо Ісе був розбитий наступного місяця. Імператор заявив, що особисто розіб'є Агуду, але натомість наказав розпочати перемовини, що були безрезультатними. Агуда зажадав видачі Асу й виселення киданів з Хуанлунфу. Тим часом киданська армія продовжувала зазнавати поразок. Це призводило до заворушень, але кидані намагались тримати ситуацію під контролем.
Через місяць в Воліньле був розбитий Сяо Ділі. Приїзд імператора не підняв настрою воїнам. Племена Кі і уже приєдналися до чжурчженів, які тепер контролювали три округи. Сяо Ісе був розбитий наступного місяця. Імператор оголосив, що особисто розіб'є Агуду, але замість цього наказав почати переговори, які ні до чого не привели. Агуда вимагав видачі Асу та виселення киданів з Хуанлунфу. Незабаром був розбитий Елюй Елідо у місті Далугу. Деякі хвилювання стали відбуватися і в Бохан, але поки кідани змогли утримати ситуацію спокійною.
1115 року Ваньянь Агуда заснував власну державу Цзінь, а на території Ляо вже впродовж 11 років тривали повстання. Наприкінці того ж року імператор на чолі 700-тисячної армії вийшов проти 20-тисячного війська Агуди. Проте, отримавши звістку про нове повстання, Єлюй Яньсі розвернув свої війська. У місті під назвою Хубудаган Агуда, наздогнавши їх, завдав нищівної поразки. Рештки імператорського війська все ж зуміли наступного року придушити повстання.
1116 року Гао Юнчан підбурив повстання й оголосив про відновлення царства Бохай. За кілька місяців землі Бохаю захопили чжурчжені, яких не влаштовував такий розвиток подій. Імператор поспіхом проводив мобілізацію й конфіскацію майна, при цьому він не припиняв розважатись і полювати.
1117 року Агуда захопив Чуньчжоу, Сяньчжоу, Цяньчжоу, Ічжоу, Хаочжоу, Хуйчжоу. До кінця року Агуда відрядив послів до Ляо з метою встановлення умов визнання Цзінь. До Агуди почали тікати цілі родини киданів. 1118 року імператор Цзінь уклав союз із Сун.
1120 року Агуда, втомлений перемовинами, без особливого спротиву захопив Верхню столицю Ляо (Елюй Тобое здався разом з гарнізоном після першої спроби штурму) та розграбував мавзолеї імператорів. Єлюй Яньсі на той момент перебував у Західній столиці.
До 1121 року половина Ляо була захоплена чжурчженями. Окремі губернатори почали проголошувати себе ванами.
1122 року Агуда захопив Середню столицю. Єлюй Яньсі був змушений тікати до місцевості Юньчжун. Вважаючи, що імператор загинув, частина киданської знаті проголосила новим імператором Єлюй Чуня. Таким чином під владою Тянь-цзу залишились тільки дві північні області й частина союзних кочівників із цзубу й монголів. У четвертому місяці Агуда захопив Західну столицю. Єлюй Яньсі втік до пустелі. Єлюй Чунь невдовзі захворів і помер. Ще за кілька місяців Тянь-цзу бився з чжурчженями, втім зазнав нищівної поразки та знову втік.
На початку 1123 року чжурчжені захопили всю родину Єлюй Яньсі. Останній знову був змушений тікати до Юньнею. У 5-му місяці посли з Сі Ся умовили Тяньцзи-ді сховатися. Другий син Тяньцзи-ді на ім'я Елюй Ялі був проголошений імператором частиною знаті. У 9-му місяці Даші зміг звільнитися з чжурчженського полону.
У 1124 році Тяньцзи-ді сховався у Могос (мабуть союзний вождь киданів). Восени до нього приєднався Елюй Даші з шівейськими військами і вони разом обговорювали план відвоювання деяких областей.
За підтримки Західної Ся Єлюй Яньсі переховувався на західному кордоні до 1125 року. Навесні його захопив Ваньян Лоуші на території сучасного Їнсяня.
Відповідно до деяких джерел він помер у полоні за 3 роки з невідомої причини, інші ж джерела вважають, що він помер 1156 року. В будь-якому разі, достовірних відомостей про його смерть наразі немає. Таким чином династія Ляо припинила своє існування.